# Fujisawa Yakuhin Kōgyō

Ehemaliges Logo

Fujisawa Yakuhin Kōgyō K.K. (jap. 藤沢薬品工業株式会社, Fujisawa yakuhin kōgyō kabushiki-gaisha, dt. „Fujisawa Arzneimittelindustrie“. engl. Fujisawa Pharmaceutical Co., Ltd.) war ein japanisches Arzneimittelunternehmen.
Im Jahr 1894 eröffnete Tomokichi Fujisawa in Doshō-machi, Chūō-ku, Osaka ein kleines pharmazeutisches Geschäft unter dem Namen Fujisawa Shoten. Aus diesem Geschäft entsteht 1943 die Fujisawa Yakuhin Kōgyō K.K.
Im Jahr 1962 wird mit der Fujisawa Pharmaceutical Co., (Taiwan) Ltd. die erste überseeische Niederlassung nach dem Zweiten Weltkrieg gegründet. Diese Niederlassung wird 1994 in Fujisawa Taiwan Co., Ltd. umfirmiert. 1977 erfolgt mit der Gründung der Fujisawa Pharmaceutical Corporation die erste Niederlassung in den USA. 1979 wird das Londoner Büro eröffnet.
1983 erwirbt die Firma Fujisawa eine Minderheitsbeteiligung an der Klinge Pharma GmbH in Deutschland. Im Jahr 1988 wird die Anteilsmehrheit erworben, 2002 wird das Unternehmen in Fujisawa Deutschland GmbH umbenannt.
1990 wird die Fujisawa USA, Inc. gegründet und die Firma Lyphomed, Inc. übernommen.
1991 wird in Deutschland die Fujisawa GmbH für das europäische Geschäft gegründet. 1998 erfolgt eine Restrukturierung der amerikanischen Firma, aus der die Firma Fujisawa Healthcare, Inc. hervorgeht.
2001 werden die europäischen Niederlassungen restrukturiert, die Fujisawa GmbH wird als europäisches Headquarters etabliert.
Im Jahr 2004 erfolgt eine umfassende Umstrukturierung der Geschäfte in China, Hong Kong und Taiwan. Im gleichen Jahr werden bei der Firma Yamanouchi Seiyaku Pläne zu einer freundlichen Übernahme der Firma Fujisawa beschlossen. Zum 1. April 2005 werden die Fusionsverhandlungen abgeschlossen und das neue Unternehmen Astellas gegründet.